# Pipra filicauda
El saltarín uirapuru (Pipra filicauda), también denominado saltarín cola de alambre (en Ecuador y Perú) o saltarín cola de hilo (en Venezuela),  es una especie de ave paseriforme de la familia Pipridae perteneciente al género Pipra. Es nativo del norte de América del Sur.

## Distribución y hábitat

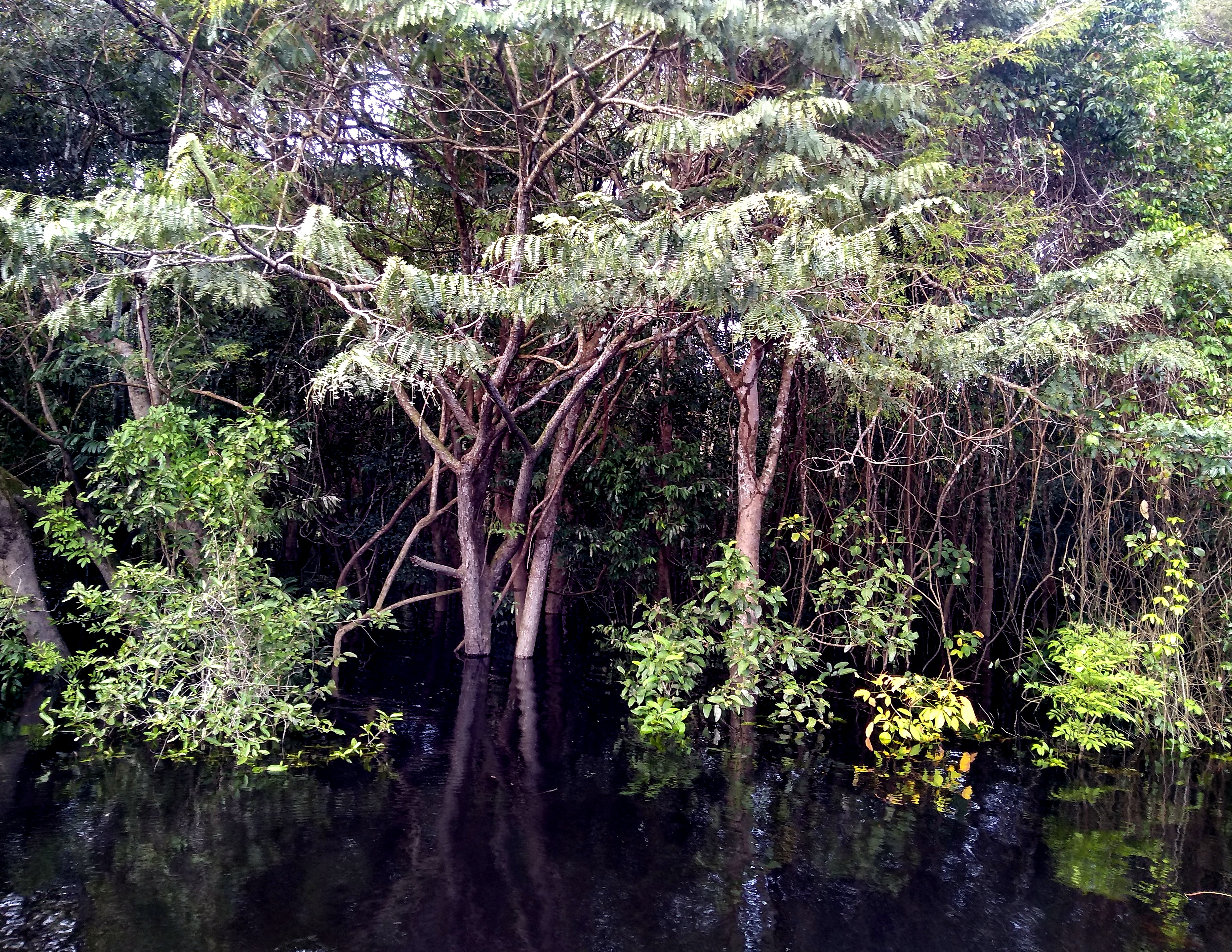
Várzea del río Negro en el archipiélago de Anavilhanas, ejemplo de ambiente preferido de la especie.

Se encuentra río arriba en la cuenca occidental del Amazonas y los países vecinos, al norte del Perú, al este de Ecuador, en Colombia, y las partes sur y oeste de Venezuela. En Venezuela se distribuye aguas arriba en la cuenca del río Orinoco, pero no en los 1300 kilómetros finales, y su rango en Venezuela continúa alrededor de la cordillera de los Andes hasta la costa noroeste. En el noroeste de Brasil, la especie se distribuye desde Roraima y Amazonas hacia el oeste hasta Venezuela y Colombia, y al suroeste desde Rondonia y Acre hasta Perú y Ecuador.
Esta especie es considerada bastante común en su hábitat natural: el sotobosque de selvas de várzea, y próximo a cursos de agua en selvas de terra firme; en Venezuela también cerca de agua en bosques caducifolios y en galería. Principalmente abajo de los 500 m de altitud.

## Descripción
Mide 11,5 cm de longitud, sin considerar los 4 cm de los filamentos de la cola del macho y 2,5 cm en la hembra. Esta especie tiene un fuerte dimorfismo sexual. El bonito macho tiene la corona y la nuca de color rojo brillante, el resto del dorso es negro; el blanco de las plumas internas de vuelo es visto principalmente en vuelo; las astas de las plumas de la cola se projectan como exclusivos filamentos que se curvan hacia arriba y para adentro. La frente, la face y las partes inferiores son de color amarillo brillante. La hembra es de color verde oliva por arriba, algo más pálido en las partes inferiores, el vientre es amarillo pálido; la cola es como la del macho pero más corta.

## Comportamiento
Es un ave discreta que puede ser vista en árboles frutales o donde los machos realizan sus exhibiciones en pequeños leks. Los machos se exhiben tanto solos como asociados a otro macho, algunas veces rozando la face o la garganta del compañero o de la hembra con los filamentos de la cola.

### Alimentación
Su dieta consiste de pequeños frutos e insectos que recogen o capturan en vuelo.

### Vocalización
Su llamado más frecuente es un prolongado, nasal y descendiente «iiiuu».

## Sistemática

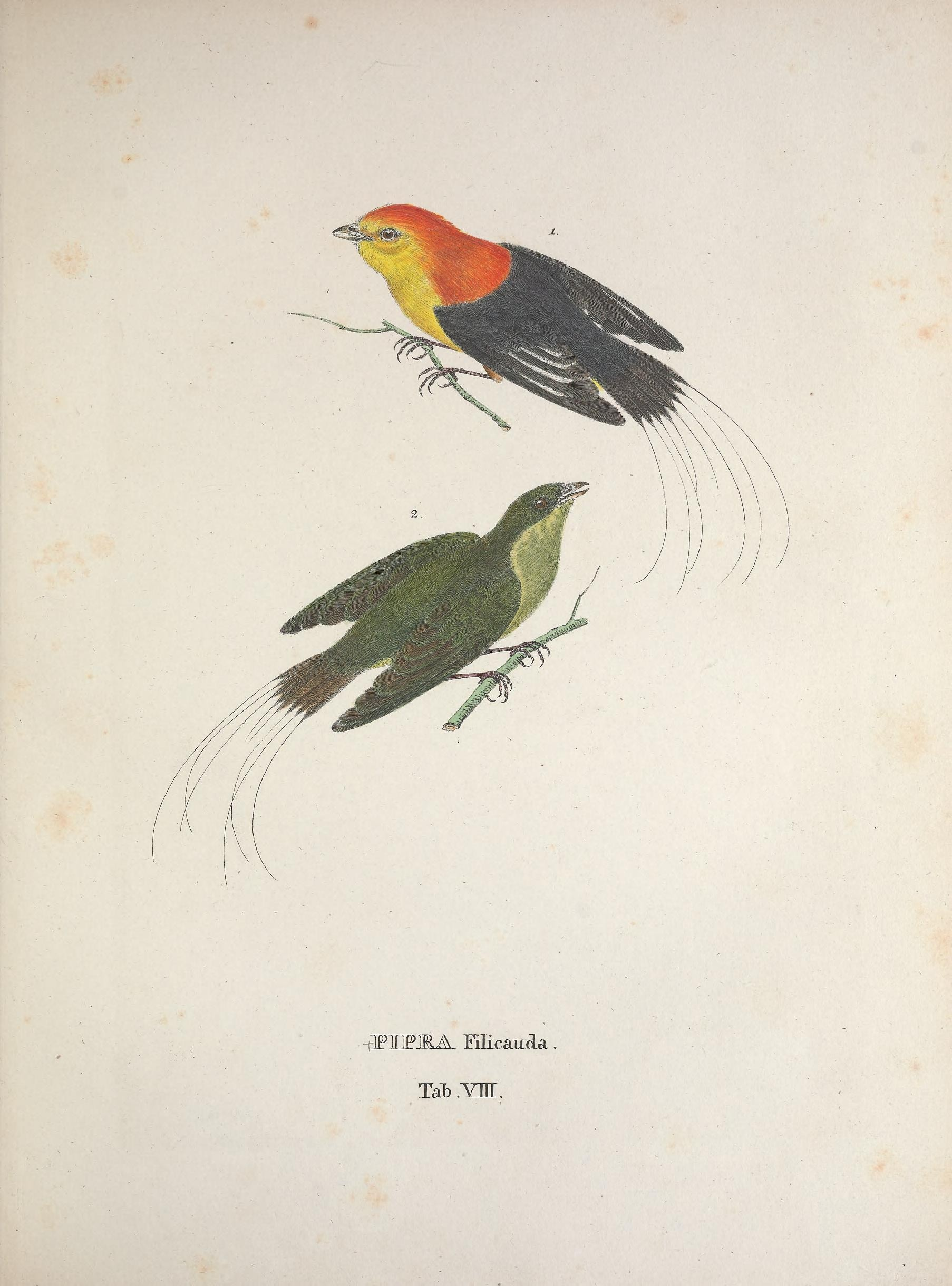
Pipra filicauda, macho (arriba) y hembra (abajo), ilustración de Matthias Schmidt para Avium Species novae, 1825.

### Descripción original
La especie P. filicauda fue descrita por primera vez por el naturalista alemán Johann Baptist von Spix en 1825 bajo el mismo nombre científico; la localidad tipo es «São Paulo de Olivença, río Solimões, oeste de Amazonas, Brasil».

### Etimología
El nombre genérico femenino «Pipra» deriva del griego «pipra, también piprō, piprōs o pipōn»: pequeña ave mencionada por Aristóteles y por otros autores, pero nunca adecuadamente identificada; y el nombre de la especie «filicauda», se compone de las palabras del latín «filum, fili» que significa ‘hilo’  y «cauda» que significa ‘cola’.

### Taxonomía
Por un largo período fue colocada en un género monotípico Teleonema, principalmente con base en las plumas de la cola muy mofidicadas. Solamente en los años 1970 se demostró que el género no se sostenía. Los datos genéticos más recientes confirmaron que es pariente cercana a Pipra fasciicauda y P. aureola, con quienes forma una superespecie, las tres reemplazando una a la otra geográficamente. La forma descrita Pipra heterocerca P.L. Sclater, 1860 es un híbrido entre la presente y P. aureola. La subespecie subpallida aparentemente cruza con la nominal en la frontera entre Colombia y Ecuador.

### Subespecies
Según las clasificaciones del Congreso Ornitológico Internacional (IOC) y Clements Checklist/eBird,  se reconocen dos subespecies, con su correspondiente distribución geográfica:
- Pipra filicauda subpallida (Todd, 1928) - este de Colombia (al este de los Andes) y noroeste de Venezuela (hacia el este, en ambos lados de los Andes, hasta Miranda).
- Pipra filicauda filicauda Spix, 1825 - sur de Venezuela (sur y oeste de Amazonas), noroeste y centro de Brasil (hacia el este hasta la desembocadura del río Negro, hacia el sur hasta las cabeceras de los ríos Juruá y medio Purus), este de Ecuador y noreste del Perú (al sur hasta el medio río Ucayali).